# Лабиринт (жанр)
Лабиринт (англ. maze) — жанр компьютерных игр; игры данного жанра характеризуются тем, что успех игрока определяется в основном навигацией и ориентацией в лабиринте. Ответ на вопрос, является ли что-то лабиринтом, относителен, но как правило имеется возможность различить, ставит ли предлагаемая комбинация комнат и коридоров необходимость решения задачи навигации в лабиринте.

## Описание
Лабиринты различаются как по степени присутствия «лабиринта» в игре — например, можно здесь сравнить сложности лабиринтов Berzerk, Pac-Man и Doom. Сами же лабиринты могут иметь различный вид: сверху (Pac-Man), сбоку (Lode Runner), с видом от первого лица (Doom), либо быть «скрытыми» (Maze Craze). В некоторых случаях игрок может изменять лабиринт — открывая и закрывая проходы (Mouse Trap), или прогрызая дыры и создавая туннели (Lode Runner, Dig Dug).
Одни лабиринты меньше ориентированы на навигацию, но больше на то, какой последовательностью действий добраться до тех или иных мест игрового мира (Lode Runner). Часто выполнение задачи навигации и ориентации происходит в условиях, когда игрока преследуют враги, но это не является обязательным условием. Имеются игры, в которых лабиринты встроены в мини-игры или часть игры. Например, Blue Labyrinth в игре Adventure или подземный лабиринт Selenetic Age в игре Myst.
Характерными примерами игр жанра являются Descent (сочетающий авиасимулятор и shoot 'em up), Dig Dug, Doom (shoot 'em up), K. C. Munchkin, платформер Lode Runner, Maze Craze, Mouse Trap; Pac-Man; Tunnel Runner; приключенческая игра Tunnels of Doom, Spy vs. Spy, Take the Money and Run.

## История
Первые лабиринтные игры не обладали большой сложностью. Так, для приключенческих игр размер представлял около полусотни локаций. Некоторое время предпринимались попытки увеличения их числа, но вскоре выяснилось, что такой подход не позволяет внести в игру чего-то особенно интересного, и обычной практикой стал объём игрового мира порядка сотни локаций. Вместо увеличения размера лабиринта начали применять другие решения. Например, выделять группу локаций в отдельные зоны, где игровой мир обретал свои общие свойства. Локации в такой зоне могут отличаться графически от других зон, это может быть однотипное описание в текстовых играх.
Для первых лабиринтовых игр был характерен вид сверху, когда карта мира объединялась с представлением, а сам лабиринт целиком помещался на экране. Впоследствии разработчики игр переместили главного героя в центр экрана, а местность стала перемещаться вокруг него посредством её прокрутки. В середине 1990-х стала более популярной схема, при которой игрок видел часть лабиринта своим взглядом от первого лица. Вместе с тем, описанные способы могут совмещаться, например когда одновременно отображается карта и поле зрения персонажа. В это же время появились способы совмещения трёхмерного изображения персонажа сверху с перемещением персонажа в изометрической проекции, а движение персонажа обеспечивается за счёт прокрутки экрана (The Immortal, Dusk of the Gods, Veil of Darkness).
До 1990-х гг. игроку зачастую приходилось самостоятельно ориентироваться в лабиринте, но постепенно стандартным элементом стало автоматическое картографирование. При этом оно показывало не только сам лабиринт (его карту), но и те области, где главный герой побывал, а также дополнительную информацию, например обнаруженные надписи.

## Особенности
Особенности лабиринтов игр не являются строгими. Например, в некоторых ролевых играх объём игрового мира может составлять тысячи и десятки тысяч локаций. Само пространство может быть организовано по-разному — не только как прямоугольная сетка из ячеек, но и, например, может использоваться шестиугольная карта. Герои игр могут путешествовать под открытым небом, в замках, пещерах и других вариантах сеттинга, и игровое пространство в них может рассматриваться как лабиринт. При этом чаще всего лабиринты в закрытых помещениях более сложны в навигации.
Для игр-рогаликов характерна процедурная генерация лабиринта для каждой новой игры, что повышает их реиграбельность, но это приводит к тому, что зачастую игрокам становится сложно выиграть. Для игр других жанров чаще используется подход фиксированного лабиринта, в котором разнообразие обеспечивается размещением врагов, ходом поединков, случайными находимыми предметами, и в этом случае появляется возможность спроектировать игру так, чтобы обеспечить её прохождение.
Различные игры могут предлагать лабиринты со своими особенностями. Так, для Forgotten Realms и Wizardry характерны узкие прослойки между локациями, а в Might and Magic и Eye of the Beholder в качестве локаций выступают цельные квадратные блоки.

Игра-рогалик NetHack с различным графическим исполнением, для лабиринта характерно разделение по «комнатам»
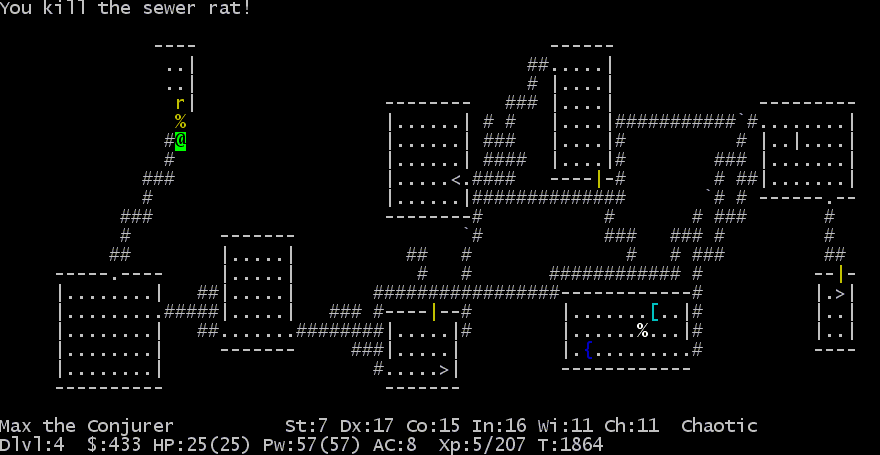
Текстовая графика
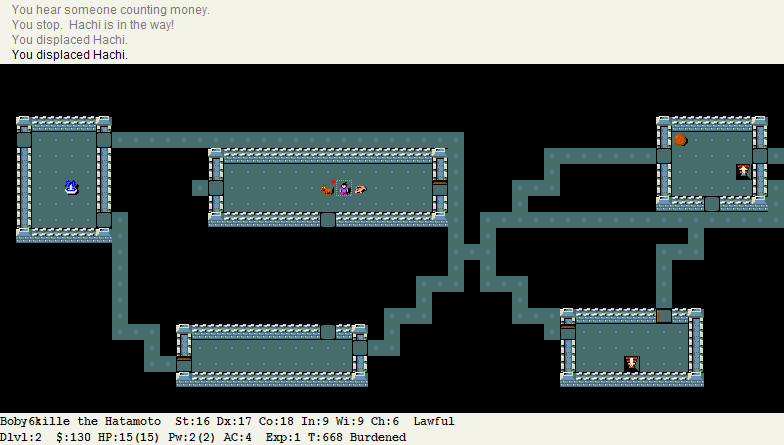
Двумерная графика
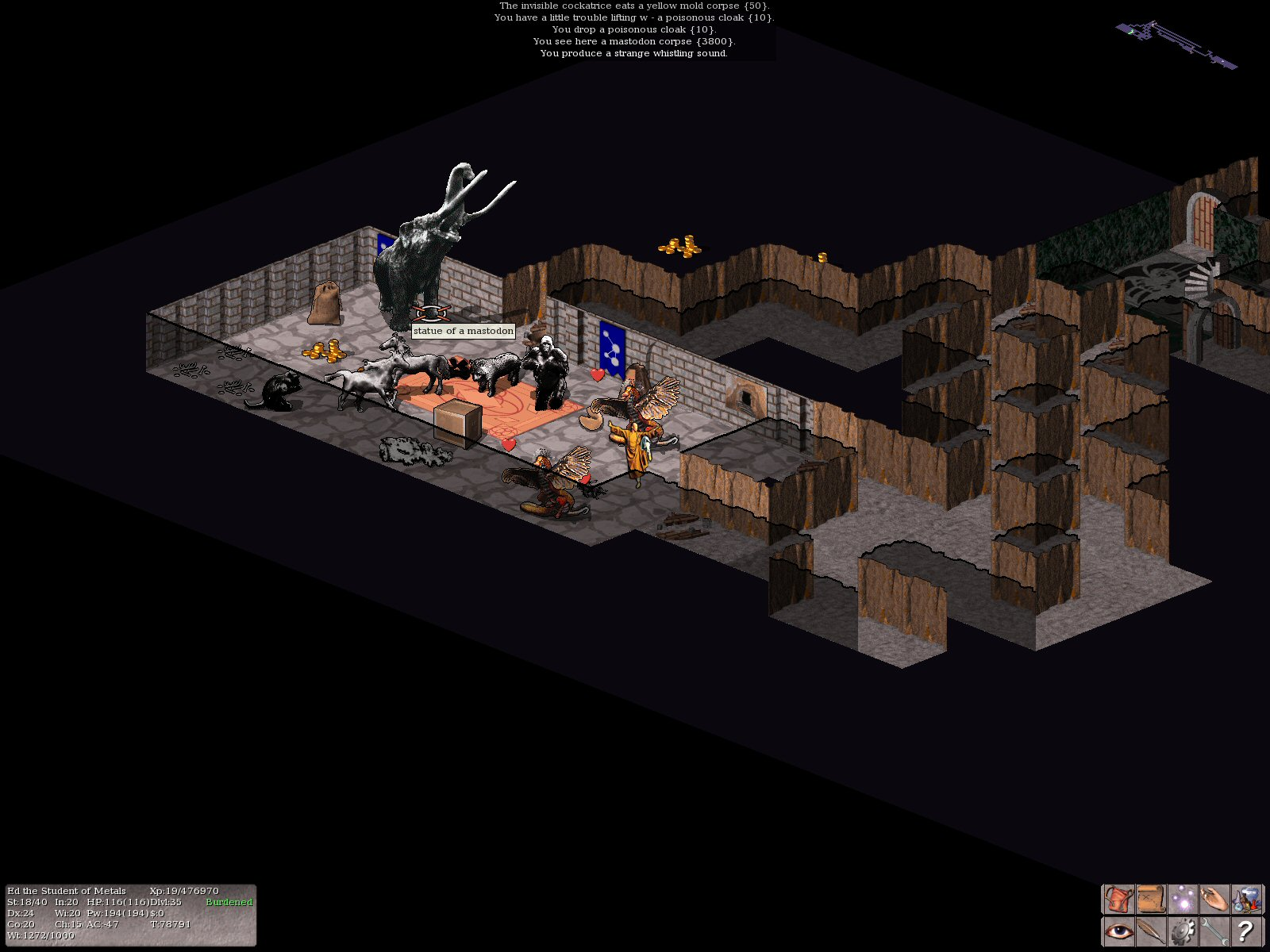
Изометрическая графика

## В проектировании игр
Исследование лабиринта в играх редко является самоцелью, и зачастую глубоко разработанные математические принципы оказываются бесполезными, так как по мере совершенствования игрового процесса приходится их нарушать. В то же время полное исследование лабиринта не всегда оправдано, так как игрок может пропустить заложенные в него важные вещи. Для решения этих проблем прежде всего пользователю предоставляется карта и соответствующие инструменты навигации, так как ориентация по памяти может оказаться сложной.
Для расширения лабиринта разработчики могут применять различные способы. Это могут быть как локации с определённой целью (осложнение доступа к чему-то ценному, ловушка со сложным выходом и т. п.), так и бо́льшие объёмы игрового мира с некоторыми особенностями. Например, это может быть длинное путешествие с некоторой конечной целью («длинная дорога», «бездонная яма», …), где герой попадает в фактически одномерную координатную сетку с выходом с другой стороны. Так, этот приём часто применяли разработчики компании Sierra Entertainment в своих играх — King's Quest V и других. Для ориентации пользователя при попадании в такую зону игра может сообщать о местонахождении в ней объектов (в HeroQuest II указывается расстояние до цели в количестве экранов). Для облегчения путешествий героя могут применяться дополнительные приёмы, например, если игрок уже прошёл некоторый лабиринт, то игра предоставляет возможность переместиться из его начала в конец без затрат времени.
Простое представление игрового мира с обзором лабиринта сверху (как двумерный вид в Indiana Jones and the Fate of Atlantis или изометрический в Conquests of the Longbow) приводит к тому, что решение становится простым, на уровне задач из журналов для детей вида «найдите, как мышка может пробраться к сыру». Для повышения играбельности лабиринтной составляющей во время проектирования вводятся дополнительные сложности: ограничение на время прохождения, подстерегающие опасности и др.
Некоторые типы лабиринты таковы, что для них сложно составить карту, и это даёт своеобразный вызов игроку. Например, если после прохождения с одного экрана на другой попытка вернуться обратно приводит к тому, что игрок попадает не в первоначальную локацию (Fantastic Voyage), или если экраны не укладываются в прямоугольную сетку (Zak McKracken and the Alien Mindbenders, Goody). Такие лабиринты иногда называют квазилабиринтами, и ориентация в них требует своеобразных подходов. Проблемой может оказаться то, что подобная сложность может привести к тому, что игрок решит, что он заблудился, хотя выход может оказаться близко. Одним из решений может стать предоставление предмета-компаса, который показывает направление для выхода (The Secret of Monkey Island).
Одним из способов построения лабиринта является использование этажей и лестниц. Первые в этом случае выступают как отдельные уровни или зоны, а последние являются переходом между ними. Игра может строиться так, что игрок всё время движется вверх или вниз, а игровой процесс при этом усложняется от уровня к уровню. Сами же уровни могут быть оформлены в отдельные зоны, в каждой из которых есть свои особенности.